# Harlan Ellison
Harlan Jay Ellison (Cleveland, 27 de maio de 1934—Los Angeles, 28 de junho de 2018) foi um escritor norte-americano de ficção especulativa, ficção científica, fantasia e horror.
Seus trabalhos publicados somam mais de 1 700 contos, novelas, roteiros, roteiros de quadrinhos, roteiros utilizados na produção de peças de TV, ensaios e críticas que abrangem literatura, cinema, televisão e mídia impressa. Ele foi editor das antologias Dangerous Visions em 1967 e em 1972. Ellison já ganhou inúmeros prêmios, incluindo vários Hugos, Nebulas e Edgars.
Harlan é mais conhecido como escritor de quadrinhos e televisão, tendo escrito roteiros para a Marvel e episódios das séries Babylon 5 e Star Trek: The Original Series, para a qual criou aquele que é considerado um dos melhores dos episódios da série, "The City on the Edge of Forever". Além disso, quase foi o responsável pelo roteiro da versão cinematográfica de Star Trek, mas conflitos com os produtores o tiraram do projeto.
Ellison foi o criador da saga de Jarella (imperatriz do Reino Subatômico de K'ai) para a revista O Incrível Hulk.
Stephen King, em seu livro Dança Macabra, cita a coletânea de contos Strange Wine com uma das dez melhores, ao lado de O Bebê De Rosemay e Os Mortos-Vivos (Ghost History, de Peter Straub). Na seção dedicada a ele, King resume alguns dos contos da coletânea. Croatoan lida com as lendas urbanas dos esgotos da cidade de New York; From A to Z, in the Chocolate Alphabet é uma espécie de glossário, em que cada termo é um micro-conto fantasioso e aterrorizante (King cita e Pessoas Do Elevador e Hamadriade).

## Início da vida e carreira
Ellison nasceu em Cleveland, Ohio, em 27 de maio de 1934, filho de Serita (née Rosenthal) e Louis Laverne Ellison, um dentista e joalheiro. Ele e sua família mudaram-se para Painesville, Ohio, mas voltaram para Cleveland, em 1949, após a morte de seu pai. Ellison já teve inúmeras profissões, como por exemplo, pescador de atum na costa de Galveston, lavrador em New Orleans, pistoleiro contratado por um rico neurótico, motorista de caminhão em Carolina do Norte, cozinheiro, motorista de táxi, litógrafo, vendedor de livros, e quando jovem, um ator em várias produções no Cleveland Play House.
Ellison participou da universidade Ohio State por 18 meses (1951-1953) antes de ser expulso, por bater em um professor que havia denegrido a sua capacidade de escrita, após os 20 anos, ele mandou ao professor uma cópia de cada história que ele publicou.
Ellison publicou duas histórias no Cleveland News durante 1949, e ele vendeu uma história a EC Comics no início da década de 1950. Ellison se mudou para Nova York em 1955 para prosseguir uma carreira de escritor, principalmente na ficção científica. Ao longo de dois anos, ele publicou mais de 100 contos e artigos. Ele se casou com Charlotte Stein em 1956, mas eles se divorciaram quatro anos depois."
Em 1954, Ellison decide escrever sobre gangues de jovens. Para pesquisar o assunto, ele se juntou a uma gangue de rua em Red Hook, Brooklyn, área, sob o pseudônimo de "Phil" Cheech "Beldone". Seus escritos posteriores sobre o assunto incluem o romance Web da Cidade / Rumble, a coleção The Streets Mortals, e parte de suas Memos livro de memórias do Purgatório.
Ellison foi convocado para o Exército dos Estados Unidos, servindo entre 1957 e 1959. Em 1960, voltou para Nova York, vivendo em Greenwich Village. Após se mudar para Chicago, escreveu para a revista de William Hamling, Rogue magazine. Como editor do livro no Regency Livros de Hamling, publicou romances e antologias por escritores como B. Traven, Kurt Vonnegut, Robert Bloch, Philip José Farmer, Clarence Cooper Jr, e ele mesmo.
No final dos anos 1950, Ellison escreveu uma série de contos eróticos, como  "God Bless the Ugly Virgin" e "Tramp", que foram mais tarde reproduzidos em revistas masculinas baseadas em Los Angeles. Ele começou a usar o pseudônimo de Cordwainer Bird em julho e agosto de 1957, em duas revistas, cada um dos quais tinham aceitado duas de suas histórias. Em cada revista, uma história foi publicada sob o nome de Harlan Ellison e outro sob Cordwainer Bird. Mais tarde, ele usou o pseudônimo quando não concordava com o uso ou a edição de sua obra.

## Além de Hollywood

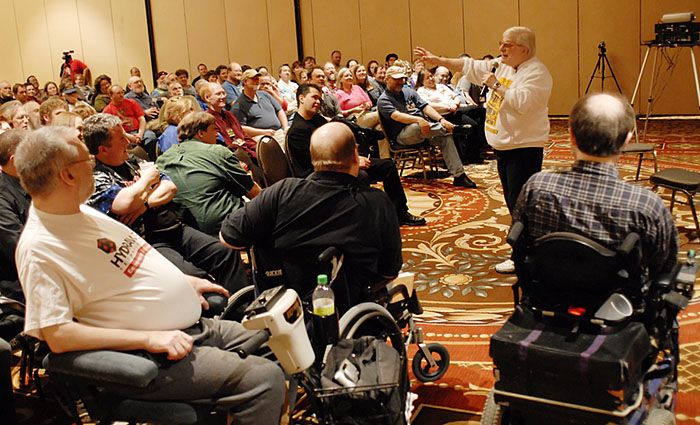
Ellison palestrando em uma conferência de ficção científica

Ellison se mudou para a Califórnia em 1962, e, posteriormente, começou a vender sua escrita para Hollywood. Ele escreveu o roteiro do Oscar, estrelado por Stephen Boyd e Elke Sommer.  Ellison também vendeu os scripts de muitos programas de televisão:  The Flying Nun, Burke's Law, Route 66, The Outer Limits, Star Trek: The Original Series, The Man from U.N.C.L.E., Cimarron Strip, e The Alfred Hitchcock Hour. O roteiro de Ellison para o episódio de Star Trek "The City on the Edge of Forever" foi considerado o melhor dos 79 episódios da série.
Durante o final da década de 1960, Ellison escreveu uma coluna sobre televisão para a' Los Angeles Free Press, Intitulado "The Glass Teat", a coluna abordou questões sociais e políticos e sua representação na televisão na época. As colunas foram reunidas em duas coleções,'' The Glass Teat'' e'' The Other Vidro Teat''
Ele participou nas Marchas de Selma a Montgomery em Alabama, lideradas por Martin Luther King, Jr.
Em 1966, ele se casou com sua terceira esposa, Lory Patrick. O casamento durou apenas sete semanas.
Também em 1966, em um artigo para a  Esquire magazine que viria a nomear como a melhor peça já escrita revista, o jornalista Gay Talese escreveu sobre os acontecimentos em torno do enigmático Frank Sinatra. O artigo, intitulado "Frank Sinatra Has a Cold", descreve brevemente um confronto entre o jovem Harlan Ellison e Frank Sinatra, quando o cantor tomou exceção a botas de Ellison durante um jogo de bilhar. Talese é citado como dizendo do incidente, "Sinatra provavelmente esqueceu de uma vez, mas Ellison vai se lembrar por toda a vida."
Ellison foi contratado como um escritor para Walt Disney Studios, mas foi demitido em seu primeiro dia depois de Roy O. da Disney ouvi-lo no estúdio comissário brincando sobre fazer um filme de animação pornográfico com personagens da Disney. Ellison contou esse incidente em seu livro Stalking o pesadelo, como parte 3 de um ensaio intitulado "As três coisas mais importantes da vida"
Ellison continuou a publicar curtas ficção e não ficção peças em várias publicações, incluindo algumas das suas melhores histórias conhecidas. "Arrependei-vos, Harlequin! Disse o Ticktockman "(1965) é uma celebração de desobediência civil contra a autoridade repressora. "Eu não tenho boca, e preciso gritar" (1967) é uma alegoria do Inferno, onde cinco pessoas são atormentados por um computador onisciente por toda a eternidade; a história foi a base de um jogo de computador de 1995; Ellison participou na concepção do jogo e fez a voz do deus-computador AM. Outra história: "Um menino e seu cão", examina a natureza da amizade e do amor, em um mundo pós-apocalíptico violenta e foi feito para o filme de 1975 de mesmo nome, estrelado por Don Johnson.
Ellison editou as ficção científica antologia Visões Perigosas influentes (1967), para o qual ele encomendou histórias acompanhadas de seus esboços biográficos de comentário carregado dos autores. Ele desafiou os autores a escrever histórias à beira do gênero. Muitas das histórias ultrapassou os limites tradicionais da ficção científica pioneira da respeitados editores da velha escola, como John W. Campbell, Jr. Como editor, Ellison foi influenciado e inspirado pela experimentação na literatura popular da época, como as batidas. A sequela, Visões Perigosas Novamente, foi publicado em 1972. Um terceiro volume, o último Visões Perigosas, tem sido repetidamente adiada.
Em 1976, Ellison se casou com sua quarta esposa, Lori Horowitz. Ele tinha 41 anos e ela tinha 19 anos. Ele disse sobre o casamento: "Eu estava desesperadamente apaixonado por ela, mas era um casamento estúpido da minha parte." Eles se divorciaram após oito meses.
Ellison atuou como consultor criativo para a série de TV de ficção científica The Twilight Zone (versão 1980) e Babylon 5. Como membro do Screen Actors Guild (SAG), ele tem créditos narração para shows, incluindo The Pirates of Dark Water, Mother Goose e Grimm, casos do espaço, Phantom 2040, e Babylon 5, bem como fez uma aparição na tela na Babylon 5 episódio "The face of the Enemy".
Ellison comentou sobre um grande número de filmes e programas de televisão (ver O Teat Vidro e The Other Teat de vidro para a crítica de televisão e comentários, ver Harlan Ellison Assistindo filme para a crítica e comentários), tanto positiva quanto negativamente
Por dois anos, começando em 1986, Ellison assumiu como apresentador do programa de rádio de sexta-feira, 25 Hour, na estação de Pacifica Radio KPFK-FM, de Los Angeles, após a morte de Mike Hodel, fundador do show e host original. Ellison tinha sido um convidado frequente e favorito no programa de longa duração. Em um episódio, ele trouxe em sua máquina de escrever e começou a escrever uma nova história curta viver no ar (ele intitulou a história "Rosas Hitler pintou"). Hour 25 também serviu de inspiração para a sua história, "A Hora que se estende".
Em 1992, conto de Ellison "O Homem que enfileirou Cristóvão Colombo em terra" foi selecionado para inclusão na edição do The Best American Short Stories 1993.

## Pseudônimos
Ellison na ocasião usou o pseudônimo Cordwainer Bird para alertar os membros do público a situações em que ele sente que sua contribuição criativa para um projeto foi mutilado além do reparo por outros, tipicamente produtores ou estúdios de Hollywood (ver também Alan Smithee). O primeiro trabalho para o qual ele assinou o nome era "The Price of Doom", um episódio de Viagem ao Fundo do Mar (apesar de ter sido grafada como Cord Wainer Pássaro nos créditos). Um episódio de A Lei de Burke ("Quem matou Alex Debbs?") Creditado a Ellison contém um caractere dado este nome, interpretado por Sammy Davis, Jr.
O apelido de "Cordwainer Bird" é uma homenagem ao companheiro SF escritor Paul MA Linebarger, mais conhecido por seu pseudônimo, Cordwainer Smith. A origem da palavra "cordwainer" é sapateiro (de trabalhar com couro cordovan para sapatos). O termo usado por Linebarger foi para implicar a diligência do autor polpa. Ellison disse, em entrevistas e em seus escritos, que a sua versão do pseudônimo era para significar "um sapateiro para as aves". Uma vez que ele usou o pseudônimo principalmente para obras que ele quer se distanciar, pode ser entendido como significando que "este trabalho é para os pássaros" ou que é de tanto uso como sapatos para um pássaro. Stephen King disse uma vez ele pensou que isso significava que Ellison estava dando as pessoas que mutilados seu trabalho uma versão literária de "o pássaro" (dado crédito pelo próprio Ellison em seu próprio ensaio intitulado "De alguma forma, eu não penso que nós estamos em Kansas , Toto ", descrevendo sua experiência com a série de televisão Starlost).
O apelido Pássaro desde então se tornou um personagem em uma das próprias histórias de Ellison, não sem alguma insistência. Em seu livro Wine Estranho, Ellison explica as origens do Bird e passa a afirmar que Philip Jose Farmer escreveu Cordwainer na família Wold Newton o último escritor tinha desenvolvido. O pensamento de um tal lição caprichoso sendo relacionados a tais luzes como Doc Savage, o Sombra, Tarzan, e todos os outros heróis pulp solicitado Ellison jogar com o conceito, resultando em The New York Review of Pássaro, em que um pássaro irritado revela os segredos mais sombrios de Nova York Literária Estabelecimento antes de iniciar uma chacina pulpish do mesmo.
Outros pseudônimos Ellison usou durante sua carreira incluem Jay Charby, Sley Harson, Ellis Hart, John Magnus, Paul Merchant, Pat Roeder, Ivar Jorgenson, Derry Tigre, e Jay Solo.

## Controvérsias e disputas

### Temperamento
Ellison tinha uma reputação de ter uma personalidade abrasiva e argumentativa.  Ele, no geral, concordava com essa avaliação, e uma sobrecapa de um dos livros de Ellison descreveu-o como "possivelmente a pessoa mais controversa na Terra". Ellison apresentou queixas e tentativas de ações judiciais; como parte de uma disputa sobre o cumprimento de um contrato, uma vez que ele enviou duzentos e treze tijolos para uma franquia editora devido, seguido por um gopher morto via correio quarta classe.. O seu amigo Isaac Asimov observou que "Harlan usa seus dons para invectiva colorido e variado sobre os que o irritam -. fãs intrusivas, editores, editores obstinados insensíveis, estranhos ofensivos "Outro amigo, o escritor Robert Bloch, falou em um assado por Ellison, dizendo que, enquanto outras pessoas tomam dores infinitas ", Harlan lhes dá."

### Star Trek
Ellison tem repetidamente criticado como Star Trek criador e produtor Gene Roddenberry (e outros) reescreveu o roteiro original para o 1967 episódio "The City on the Edge of Forever". Trabalho original de Ellison incluiu uma subtrama envolvendo o tráfico de drogas a bordo da Enterprise, e outros elementos que Roddenberry rejeitados. Apesar de suas objeções, Ellison manteve seu próprio nome no roteiro de filmagem em vez de usar "Cordwainer Bird" para indicar descontentamento .
O roteiro original de Ellison, foi publicado pela primeira vez em 1976 antologia Seis Ciência Plays Fiction, editado por Roger Elwood Ellison também romanceada da história, nesse momento, para a série Star Trek Fotonovel:. The City on the Edge of Forever (Bantam Books, 1977 0-553-11345-3). Iem 1995, Borderlands Press publicou The City on the Edge of Forever (ISBN 1-880325-02-0), com cerca de 300 páginas, que inclui um ensaio de Ellison, quatro versões do teleplay e oito "Afterwords" contribuído por outros partidos. Ele ampliou muito a introdução para a edição de bolso: Harlan Ellison de The City on the Edge of Forever, White Wolf Publishing, 1996; ISBN 1-56504-964-0.  Ele explica o que o chamou de "tratamento fatalmente inepto"
Ambas as versões do roteiro ganharam prêmios: roteiro original de Ellison ganhou o 1968 Writers Guild Award por melhor drama episódica na televisão, enquanto o roteiro de filmagem ganhou o 1968 Hugo Award de Melhor Apresentação Dramática
 Em 13 de março de 2009, Ellison processou a CBS Paramount Television, pedindo o pagamento de 25% das receitas líquidas de merchandising, publicações, e outras receitas do episódio desde 1967; O processo também nomeia o Writers Guild of America por supostamente não para agir em nome de Ellison. Em 23 de outubro de 2009, a revista Variety informou que um acordo tinha sido alcançado.

### Aggiecon I
Em 1969, Ellison foi convidado de honra em primeira convenção Texas A & M University ficção científica, Aggiecon, onde supostamente referido Corpo da universidade de Cadetes como " a próxima geração da América de nazistas", inspirada em parte pela manutenção da Guerra do Vietnã. Embora a universidade já não era apenas uma escola militar (de 1965), o studentry foi predominantemente composta por membros de cadetes. Entre observações antimilitares de Ellison e uma luta de comida que eclodiu no salão de baile do hotel onde a reunião foi realizada (embora de acordo com Ellison em 2000, a guerra de comida, na verdade, começou em um Denny porque o pessoal desapareceu e eles não podiam obter a sua cheque), a administração da escola quase se recusou a aprovar a convenção de ficção científica no próximo ano, e nenhum convidado de honra foi convidado para os próximos dois Aggiecons. No entanto, Ellison foi posteriormente convidado a voltar como convidado de honra para Aggiecon V (1974) e Aggiecon XXXI (2000).

### The Starlost
O roteiro para a sua série de televisão projetado O Starlost recebeu um Writers Guild Award, embora a série real, produzido em 1973-74, foi tão alterada pelos produtores que Ellison tinha o seu nome removido dos créditos e substituídos com o pseudônimo Cordwainer Bird.

### The Last Dangerous Visions
Os Últimos Visões Perigosas (TLDV), o terceiro volume da série antológica de Ellison, foi originalmente anunciado para publicação em 1973, mas continua a ser famosa Inédito. Quase 150 escritores (muitos já morreram) apresentou trabalhos para o volume. Em 1993, Ellison ameaçou processar New England Ciência Associação Fiction (NESFA) para a publicação "a Si mesmo em Anachron", um conto escrito por Cordwainer Smith e vendido para Ellison para o livro por sua viúva, mas depois chegou a um acordo amigável.

### Eu, Robô - O roteiro ilustrado
Pouco depois do lançamento de Star Wars (1977), Ben Roberts contactado Ellison para desenvolver um roteiro baseado Eu, Robô  de Isaac Asmov, uma coletânea de contos para a Warner Brothers. Em uma reunião com o chefe do estúdio Robert Shapiro, Ellison concluiu que Shapiro estava comentando sobre o roteiro sem ter lido e acusou-o de ter a "capacidade intelectual de uma alcachofra". Pouco tempo depois, Ellison foi retirado do projeto. Sem Ellison, o filme chegou a um beco sem saída, porque os scripts subseqüentes foram insatisfatórios para os potenciais diretores. Depois de uma mudança de chefes de estúdio, a Warner permitiu o roteiro de Ellison para ser serializado na revista Asimov's Science Fiction e publicado em forma de livro. O filme I 2004, Robô, estrelado por Will Smith, não tem conexão com o roteiro de Ellison.

### Allegations of assault on Charles Platt
In the 1980s, Ellison allegedly publicly assaulted author and critic Charles Platt at the Nebula Awards banquet. Platt did not pursue legal action against Ellison, and the two men later signed a "non-aggression pact", promising never to discuss the incident again nor to have any contact with one another. Platt claims that Ellison has often publicly boasted about the incident.

### Ação contra Fantagraphics
Em 20 de setembro de 2006, Ellison processou Fantagraphics, uma editora de quadrinhos, alegando que ele tinha difamado em seu livro Comics como a arte (nós dissemos-lhe assim). O livro narra a história da Fantagraphics e discutida uma ação judicial que resultou da uma entrevista de 1980 à revista Ellison notícias da indústria Fantagraphics, The Comics Journal. Nesta entrevista Ellison referido escritor de quadrinhos Michael Fleisher, chamando-o de "bugfuck" e "perturbar-o". Fleisher perdeu o processo por difamação contra Ellison e Fantagraphics em 9 de dezembro de 1986..
Ellison, depois de ler rascunhos inéditos do livro no site da Fantagraphics, acreditava que ele tinha sido difamado por várias anedotas relacionadas a este incidente. Ele processou no tribunal Superior do Estado da Califórnia, em Santa Monica. Fantagraphics tentou ter o processo indeferido. Em seu movimento para demitir, Fantagraphics argumentaram que as declarações eram tanto as suas opiniões pessoais e geralmente acredita-se ser verdadeiras anedotas. Em 12 de fevereiro de 2007, o juiz presidente decidiu contra Fantagraphics "movimento anti-SLAPP de despedimento Em 29 de junho de 2007, Ellison afirmou que o litígio foi resolvido pendente Fantagraphics 'remoção de todas as referências ao caso de seu site. Sem dinheiro ou desculpas mudou de mãos no assentamento como publicado em 17 de agosto de 2007. .

## Direitos autorais
Em uma ação judicial contra  a ABC e Paramount Pictures, Ellison e Ben Bova afirmaram que a série de TV, Future Cop foi baseada em sua curta, "Brillo", ele ganhou o julgamento e recebeu um total de $337,000.
Ellison afirmou que o filme de James Cameron “The Terminator” foi criado a partir do material de Ellison de "Soldier" e "Demon with a Glass Hand" e episódios de The Outer Limits. Hemdale, a produtora e distribuidora Orion Pictures, resolveram fora do tribunal por uma quantia não revelada, e acrescentaram um crédito para o filme, que reconheceu o trabalho de Ellison. Cameron se opôs a esse reconhecimento, e desde então tem marcado a alegação de Ellison um "terno incômodo ". Ellison se referiu publicamente a O Exterminador do Futuro como "um bom filme."
Em 24 de abril de 2000, Ellison
processou Stephen Robertson para postar quatro histórias ao newsgroup "alt.binaries.e-book"
sem autorização. Os outros acusados foram AOL e Remar, internet service providers que os servidores que hospedam o newsgroup propriedade. Ellison alegou que não tinha conseguido parar a violação de direitos autorais,
de acordo com o "Aviso e Takedown Procedure" delineado no , Digital
Millennium Copyright Act. Robertson e RemarQ primeiro se
estabeleceram com Ellison, e, em seguida, a AOL também resolveu-se com Ellison em junho de 2004, em condições que não foram reveladas ao público. Uma vez que tais assentamentos, Ellison iniciou uma ação legal e / ou avisos takedown contra mais de 240 pessoas que supostamente distribuíram seus escritos na
Internet, dizendo: "Se você colocar a sua mão no meu bolso, você vai
arrastar de volta de seis centímetros de sangrenta toco".
Uma ação judicial envolvendo o filme In Time (2011), que sustentou Ellison a plagiar seu conto "Arrependei-vos,Harlequin! Disse o Ticktockman "(publicado pela primeira vez em 1965) foi retirado após Ellison ver o filme. Como parte do acordo para demitir seu processo, Ellison concordou que cada parte arcaria com os honorários dos seus advogados.

## Lista de obras

### Romances e Novelas
- Web of the City (1958)
- The Man With Nine Lives (1960)
- Spider Kiss (1961)
- Doomsman (1967)
- A Boy and His Dog (1969)
- The Starlost 1: Phoenix Without Ashes (1975)
- All the Lies That are My Life (1980)
- Run for the Stars (1991)
- Mefisto in Onyx (1993)

### Coletâneas de contos
- A Touch of Infinity (1958)
- The Deadly Streets (1958)
- Sex Gang (1959) (como Paul Merchant)
- Children of the Streets (1961) (publicado originalmente como The Juvies)
- Gentleman Junkie and Other Stories of the Hung-Up Generation (1961)
- Ellison Wonderland (1962) (também publicado como Earthman, Go Home!)
- Paingod and Other Delusions (1965)
- I Have No Mouth, and I Must Scream (1967)
- From the Land of Fear (1967)
- Love Ain't Nothing But Sex Misspelled (1968)
- The Beast that Shouted Love at the Heart of the World (1969)
- Over the Edge (1970)
- Partners in Wonder (1971) (colaborações com quatorze outros escritores)
- Approaching Oblivion (1974)
- Deathbird Stories (1975)
- No Doors, No Windows (1975)
- Strange Wine (1978)
- Shatterday (1980) (relançada em 2007 pela Edgeworks Abbey/Tachyon Publications)
- Stalking the Nightmare (1982)
- Angry Candy (1988)
- Mind Fields (1994) (33 histórias inpiradas pela arte de Jacek Yerka)
- Slippage (1997)
- Troublemakers (2001) (collection produced for the Young Adult market and featuring, for the most part, previously collected material)
- Pulling a Train (2012)
- Rough Beasts (2012)
- Getting in the Wind (2013)
- Honorable Whoredom at a Penny a Word (2013)

### Retrospectivas e coleções omnibus
- Alone Against Tomorrow: a 10-Year Survey (1971) The Fantasies of Harlan Ellison (1979) (contains "Paingod and Other Delusions" (1965) and "I Have No Mouth, and I Must Scream" (1967))
- The Essential Ellison: a 35-Year Retrospective (1987)
- Dreams With Sharp Teeth (1991)
- Edgeworks. 1 (1996)
- Edgeworks. 3 (1997)
- The Glass Teat Omnibus: The Glass Teat and The Other Glass Teat (2011)

A série Edgeworks White Wolf estava originalmente programada para consistir de 31 títulos reimpressos ao longo de 20 volumes omnibus. Apesar de um ISBN ter sido criado para Edgeworks 5 (1998), que foi para conter ambos os livros de vidro tetas, este título nunca apareceu. A série é notório por seus inúmeros erros tipográfico.s

### Não-ficção
- Memos from Purgatory (1961)
- The Glass Teat (1970)
- The Other Glass Teat (1975)
- The Book of Ellison (1978
- Sleepless Nights in the Procrustean Bed (1984
- An Edge in My Voice (1985)
- Harlan Ellison's Watching (1989)
- The Harlan Ellison Hornbook (1990)

## Prêmios
Ellison ganhou diversos prêmios, como por exemplo, oito Hugo Awards,  e dois prêmios especiais de Convenções anuais Mundo SF, quatro prêmios Nebulosa da Ficção Científica e Fantasia Writers of America (SFWA); cinco Bram Stoker Awards, dois Prêmios dos Mystery Writers of America, dois Fantasy Award Mundial de convenções anuais, dois prêmios de cinema fantasia Georges Méliès, entre outros.
Academy of Science Fiction, Fantasy and Horror Films (USA)
- Golden Scroll - Best Writing (Melhor Roteiro) 1976

Audio Publishers Association
- The Titanic Disaster Hearings: - Best "Multi-Voiced Presentation (Melhor Apresentação com Várias Vozes)  1999
- City of Darkness -  Best Solo Narration (Melhor narração solo) 1999

Best American Short Stories
- The Man Who Rowed Christopher Columbus Ashore (incluindo a antologia de 1993)

The Bradbury Award
- Dado pela ficção científica e fantasia Writers of America em 2000 para Harlan Ellison e Yuri Rasovsky pele série de rádio 2000X.

Bram Stoker Award
- The Essential Ellison - best collection (Melhor Coleção) 1987
- Harlan Ellison's Watching - best non-fiction (Melhor Não- Ficção) 1989
- Mefisto in Onyx - best novella (Melhor Novela) 1993
- Chatting With Anubis - best short story (Melhor História Curta) 1995
- Lifetime Achievement Award, 1995
- I Have No Mouth, and I Must Scream - best other media – audio (Melhor Mídia de Áudio) 1999[50]

Edgar Allan Poe Award
- The Whimper of Whipped Dogs - best short story  (Melhor História Curta) 1974
- Soft Monkey best short story  (Melhor História Curta) 1988

Hugo Award
- ""Repent, Harlequin!" Said the Ticktockman" - best short fiction (Melhor Ficção) 1966
- "I Have No Mouth, and I Must Scream" -  best short story  (Melhor História Curta) 1968
- The City on the Edge of Forever  - best dramatic presentation (Melhor Apresentação Dramática) 1968[52]
- Dangerous Visions - special award -  (Premiação Especial) 1968
- "The Beast that Shouted Love at the Heart of the World" - best short story  (Melhor História Curta) 1969
- Again, Dangerous Visions - special award  (Premiação Especial) 1972
- "The Deathbird" - best novelette (Melhor Novela) 1974
- "Adrift Just Off the Islets of Langerhans: Latitude 38° 54' N, Longitude 77° 00' 13" W" - best novelette (Melhor Novela) 1975
- A Boy and His Dog (film) – best dramatic presentation (Melhor Apresentação Dramática) 1976.
- "Jeffty Is Five" - best short story  (Melhor História Curta) 1978
- "Paladin of the Lost Hour" - best novelette (Melhor Novela) 1986

Locus Poll Award
- The Region Between -  best short story  (Melhor História Curta) 1970
- Basilisk -  best short story  (Melhor História Curta) 1972
- Again, Dangerous Visions - best anthology (Melhor Antologia) 1972
- The Deathbird  -  best short story  (Melhor História Curta) 1974
- Adrift Just Off the Islets of Langerhans: Latitude 38° 54' N, Longitude 77° 00' 13" W (best novelette, 1975
- Croatoan  -  best short story  (Melhor História Curta) 1976
- Jeffty Is Five  -  best short story  (Melhor História Curta
- Count the Clock That Tells the Time  -  best short story  (Melhor História Curta) 1979
- Djinn, No Chaser  - best novelette (Melhor Novela) 1983
- Sleepless Nights in the Procrustean Bed (best related non-fiction, 1985
- Medea: Harlan's World  - best anthology (Melhor Antologia) 1986
- Paladin of the Lost Hour - best novelette (Melhor Novela) 1986
- With Virgil Oddum at the East Pole  -  best short story  (Melhor História Curta) 1986
- Angry Candy - best collection (Melhor Coleção)  1989
- The Function of Dream Sleep - best novelette (Melhor Novela) 1989
- Eidolons  -  best short story  (Melhor História Curta) 1989
- Mefisto in Onyx  - best novelette (Melhor Novela) 1994
- Slippage - best collection (Melhor Coleção) 1998

Nebula Award
- "Repent, Harlequin!" Said the Ticktockman  -  best short story  (Melhor História Curta) 1965
- A Boy and His Dog  - best novelette (Melhor Novela) 1969
- Jeffty Is Five  -  best short story  (Melhor História Curta) 1977
- Grand Master Award (at Tempe, Arizona, May 6, 2006)
- How Interesting: A Tiny Man  -  best short story  (Melhor História Curta) 2011

Writers Guild of America
- Demon with a Glass Hand/The Outer Limits (Best Original Teleplay)
- The City on the Edge of Forever/Star Trek(Best Original Teleplay)
- Phoenix Without Ashes/The Starlost (Best Written Dramatic Episode, 1974)
- Paladin of the Lost Hour/The Twilight Zone (Best Anthology Episode/Single Program, 1987)

Writers Guild of Canada
- The Human Operators/The Outer Limits (2000)

World Fantasy Award
- Angry Candy - best collection (Melhor Coleção)  1988)
- Lifetime Achievement Award, 1993

J. Lloyd Eaton Lifetime Achievement Award in Science Fiction
- 2011 recipient (Eaton Collection of Science Fiction and Fantasy, University of California–Riverside Libraries)

## Ligações Externas
- Página oficial